# L'Hôtel de verre
L'Hôtel de verre (titre original : The Glass Hotel) est un roman teinté de fantastique d'Emily St. John Mandel, paru en 2020.
Le roman est sélectionné pour la médaille Carnegie pour l'excellence en fiction et non-fiction (en) 2021.

## Résumé
Fin 1999, Paul Smith est un étudiant solitaire à l'Université de Toronto. Dans une boîte de nuit, il donne des comprimés aux trois membres du groupe de musique Baltica avec qui il espère se lier d'amitié. Paul apprend plus tard qu'une des trois personnes est morte à la suite de l'ingestion d'un des comprimés.
Cinq ans plus tard, au printemps 2005, Paul et sa demi-sœur Vincent Smith travaillent dans un hôtel à l'extrémité nord de l'île de Vancouver dans le hameau fictif Caiette, basé sur le véritable hameau Quatsino. Un  graffiti est découvert écrit sur la baie vitrée du hall de l'hôtel avec un marqueur indélébile, disant : « Et si vous avaliez du verre brisé ? » Paul est immédiatement soupçonné et bientôt licencié. Le message serait destiné à Jonathan Alkaitis, un riche investisseur propriétaire de l'hôtel. Vincent, qui travaille au bar, démarre bientôt une relation amoureuse avec Jonathan Alkaitis avec qui elle emménage dans sa maison au Connecticut. Une vie d'extrême richesse et d'accommodement avec son partenaire commence pour Vincent.
En décembre 2008, Jonathan Alkaitis est arrêté et il est révélé que son succès en matière d'investissement était basé sur un système de Ponzi. Son équipe complice réagit de différentes manières à cette arrestation : un fuit le pays, un autre rédige des aveux élaborés. Jonathan Alkaitis est condamné à cent soixante-dix ans de prison, où il rêve d'une « contre-vie » dans laquelle il s'est évadé dans un hôtel de Dubaï. Il est souvent hanté par les personnes décédées qu'il a ruinées.
Après l'arrestation de Jonathan Alkaitis, Vincent découvre que Paul a pris de vieilles bandes vidéo qu'elle avait réalisées dans sa jeunesse comme base pour ses compositions musicales. Refusant la confrontation avec Paul, elle accepte un emploi de cuisinière sur un cargo. Cinq ans plus tard, en 2013, elle disparaît du navire au milieu d'une tempête. Son petit ami à bord est soupçonné de l'avoir tuée. Léon Prévant, qui a perdu toutes ses économies en investissant avec Jonathan Alkaitis, est envoyé en Allemagne pour aider à enquêter sur la disparition de Vincent. Son co-enquêteur lui demande de dissimuler des preuves potentiellement incriminantes issues d'un entretien informel.
Paul connaît un certain succès en tant que compositeur. Il souffre d'une dépendance à l'héroïne depuis longtemps.

## Adaptation en série télévisée
En avril 2022, il a été annoncé que HBO Max adapterait le roman L'Hôtel de verre en série télévisée, produite par Paramount Television Studios et écrite par Emily St. John Mandel et Patrick Somerville (en).